# 3. Violinkonzert (Henze)
In Hans Werner Henzes 1997 geschriebenem Violinkonzert Nr. 3 Drei Porträts aus Thomas Manns „Doktor Faustus“ findet sich eine explizite Bezugnahme auf Thomas Manns Roman Doktor Faustus in den 3 Satzüberschriften:
- Esmeralda. nicht eilen, tänzerisch gemütvoll
- Das Kind Echo: Adagio - Tempo giusto
- Rudolf S.: Andante - Più mosso

Im Instrumentalkonzert traditioneller Prägung ist das Verhältnis von Solist und Orchester zunächst geprägt vom konzertanten Prinzip: als Weiterentwicklung darf das dialogische Prinzip (etwa bei Johannes Brahms) gelten. In Hans Werner Henzes 3. Violinkonzert fallen sofort die in allen drei Sätzen überaus langen Solopassagen der Solovioline, die das traditionelle Verhältnis von Solist und Orchester völlig infrage stellen, auf. Das Soloinstrument erscheint über weite Strecken überhaupt nicht mehr (weder konzertant noch dialogisch) in den symphonischen Kontext eingebettet.
Johann Wolfgang von Goethes Faust handelt wesentlich von der Erkenntnisfrage der Neuzeit, indem es dem cartesianischen Gelehrten Faust mit seinem Welterklärungsanspruch die Figur Gretchens als Repräsentantin des Numinosen, Rätselhaften, „Ewig-Weiblichen“ gegenüberstellt. In Thomas Manns Doktor Faustus verschiebt sich der Akzent auf die Künstlerproblematik: was ist Kunst oder der Künstler imstande, in der modernen Welt zu leisten? Hans Werner Henze greift die Frage Manns auf und formuliert sie in neuem Kontext als musikalische Frage. Die Frage nach der Rolle des Künstlers in der Gesellschaft spiegelt sich in der formalen Anlage des Werks: repräsentiert die Solovioline das Schicksal des einzelnen (Künstler-)Individuums, so das Orchester als Gesamtheit seiner sozialen Bezüge, also der Gesellschaft. Die langen Solopassagen der Solovioline lassen die Existenz eines Orchesters fast vergessen: dieses setzt meist völlig überraschend (gleichsam aus dem Hinterhalt) ein, jedoch nicht in der Rolle als gleichberechtigter Partner, sondern eher als Opponent, Widersacher, Stimulator.  Insofern verrät sich schon in Henzes formalem Großaufriss sein Eintreten für eine fast überstarke Gewichtung des Individuellen zuungunsten der Gesellschaft und ihrer Ansprüche.